# Torte statt Worte
Torte statt Worte ist das sechste Studioalbum der österreichischen Punkrockband Drahdiwaberl. Es wurde 2000 unter dem damaligen Label Intonation herausgebracht.

## Produktion
Da die Band seit 1995 ohne Plattenvertrag dasteht, entschieden sie sich das Album mit dem Label Intonation zu veröffentlichen. Nach dem Zusammenbruch dieses Labels ging die Produktion an die Band zurück.
Den kommerziellen Gedanken nach einigen Misserfolgen in den letzten Jahren bereits vollständig abgelegt, machten sich Drahdiwaberl positiv gestimmt ans Werk.
Das Album bildet ein Supplement zur österreichischen Donnerstagsdemo, quasi die Antwort auf die damalige blau/schwarze Regierung in Österreich. Stefan Weber wollte ausschließlich harte Nummern für dieses Album verwenden, was er auch tat, Torte statt Worte ist musikalisch das härteste Album der Band, die Riffs erinnern Teilweise an Rammstein und tragen markante Merkmale der Neuen Deutschen Härte.
So wurden auch alte Nummern von Drahdiwaberl auf diesem Album neu veröffentlicht, beispielsweise wurde Berserker neu aufgenommen und um einige Textstellen erweitert. Auch der Song Bussibär, der bislang nur auf dem Livealbum Wer hat hier Pfui geschrien zu hören war, wurde im Studio aufgenommen und auf diese Platte gepresst. Um das alles noch abzurunden, wurde der Rammstein Song Bück dich gecovert.
Der Inhalt des Albums handelt zudem auch noch von Rassismus und der damaligen Regierungssituation von Österreich.
Torte statt Worte ist wie auch sein Vorgänger Sperminator out of print.

## Titelliste
1. Torte statt Worte
2. Bussibär 2000
3. Kalaschnikow Karl
4. L.M.A.O. (Der Öltag)
5. Stecker raus und Tschüssel
6. Riot in Cell Block No. 9
7. Berserker 2000
8. Liebe im Schnee
9. Bück Dich (Rammstein Cover)
10. Böse (Knorkator Cover)

### Schulterschluss
Auf der Titelliste des Albums ist als elftes Stück noch der Titel Schulterschluss verzeichnet. Der Song stellt eine „extreme“ Satire über die nazifreundliche Einstellung von Österreich dar. Österreichische Politiker, vor allem Jörg Haider kamen in das Visier des Liedes. Da es aber schon vor der Veröffentlichung des Albums von Seiten der FPÖ Androhungen von Klagen gab, entschied sich die Band das Lied nicht auf das Album zu pressen. Das Lied wurde offiziell also nie veröffentlicht, inoffiziell war es jedoch auf der Homepage von Drahdiwaberl zum Download verfügbar.